# ダンブッラ
ダンブッラ（英語: Dambulla）は、スリランカの中部州マータレー県の都市である。スリランカ最大の都市コロンボから北東に148km、中部州の州都キャンディから北に72kmの距離に位置する。主要な街道の交点に位置することから、スリランカの野菜配送の中心地となっている。
ダンブッラで最も有名なのは、ユネスコの世界遺産にも登録されているランギリ・ダンブッラの石窟寺院である。またこの地域は南アジアで最大の紅水晶の鉱山や、セイロンテツボクの森林があることでも知られている。

## ランギリ・ダンブッラの石窟寺院
ランギリ・ダンブッラの石窟寺院は、ダンブッラに位置する石窟寺院である。スリランカ最大の石窟寺院であり、かつ保存状態が最も良いことで知られている。寺院がある岩山は周辺の平原から160mもの高さがあり、周囲には80以上にも上る洞窟が存在している。